# Smicrophylax simplex
Smicrophylax simplex är en nattsländeart som först beskrevs av Jacquemart 1965.  Smicrophylax simplex ingår i släktet Smicrophylax och familjen ryssjenattsländor. Inga underarter finns listade i Catalogue of Life.